# Judisk socialism
Judisk socialism är en socialistisk ideologi som hämtar stöd för sina idéer från judiska läror och kultur. Exempel på influenser är budskap från tanach som propagerar för gästfrihet och vänlighet mot "främlingar", för omfördelning av ekonomiska medel samt för ifrågasättande av auktoritet.
Judisk socialism är ingen enhetlig rörelse, utan bör ses som ett samlingsnamn för ett brett spektrum av idéer. Vissa av dem har en klar religiös anknytning, medan andra är mer sekulära.